# Tubby the Tuba
Tubby the Tuba ist ein US-amerikanischer Kurzfilm in Stop-Motion von George Pal aus dem Jahr 1947. Vorlage war ein Lied von Paul Tripp (Text) und George Kleinsinger (Musik), das bereits 1945 vom Schauspieler Danny Kaye auf dem Label Decca als „Kindergeschichte für Orchester und Erzähler“ veröffentlicht wurde.

## Handlung
Die Tuba Tubby ist deprimiert. Im Orchester ist sie die einzige, die nie eine Melodie spielt. Als sie ihr Spiel wenigstens durch einen Tanz auflockern will, wird sie von den anderen Instrumenten ausgelacht. Tubby begibt sich allein in einen Wald, wo ein Frosch sie aufmuntert. Auch er werde stets als Musiker verkannt. Der Frosch singt Tubby eine tiefe Melodie vor. Beim nächsten Konzert mit neuem Dirigent spielt Tubby ungefragt die neue Melodie. Der Dirigent ist begeistert, hat er doch noch nie eine Tuba eine Melodie spielen hören. Auch die anderen Instrumente beginnen nun, Tubbys Melodie nachzuspielen, die Tubby schließlich wieder allein beenden darf. Tubby kehrt zum Frosch am See zurück, der stolz ist, dass Tubby bewiesen hat, dass auch sie musikalisch sind. Tubby ist glücklich.

## Produktion
Tubby the Tuba kam am 11. Juli 1947 als Teil der Trickfilmreihe PuppeToon in die Kinos. Der Erzähler des Films ist Victor Jory. 
Eine Neuverfilmung des Kurzfilms erfolgte 1975 unter der Regie von Alexander Schure als animierter Langfilm mit einer Dauer von 81 Minuten, mit der Stimme von Paul Tripp als Erzähler, Dick Van Dyke als Tubby, David Wayne als Pee-Wee the Piccolo, Hermione Gingold als Ms. Squeek und vielen weiteren.
Die Tubby-Geschichte von Paul Tripp erlebte verschiedene Ableger, so nahm Manhattan Transfer 1995 mit The Manhattan Transfer meets Tubby the Tuba ihr einziges Kinderalbum auf, das eine Fortsetzung unter dem Titel Further Adventures of Tubby enthielt. 1996 gab Angel Records eine Platte unter dem Titel Tubby the Tuba and Friends heraus, die vom Radio Orchestra of Bratislava eingespielt wurde. Auch bei dieser Aufnahme fungierte Paul Tripp selbst als Erzähler.
Die Tubby-Geschichte wurde in über 30 Sprachen übersetzt und erlebte 2006 zum 60-jährigen Jubiläum eine Wiederveröffentlichung beim Verlag E. P. Dutton.

## Auszeichnungen
Tubby the Tuba wurde 1948 für einen Oscar in der Kategorie „Bester animierter Kurzfilm“ nominiert, konnte sich jedoch nicht gegen So ein süßer Piepmatz durchsetzen.